# Schaatsen op de Olympische Winterspelen 2006 - 1000 meter vrouwen
De 1000 meter vrouwen op de Olympische Winterspelen 2006 werd op zondag 19 februari 2006 verreden in de Oval Lingotto in Turijn, Italië.

## Tijdschema
| Datum              | Lokale tijd | MET   |
| ------------------ | ----------- | ----- |
| zondag 19 februari | 17:00       | 17:00 |

## Records
| Titelhouder      | Chris Witty | Verenigde Staten |         |
| Wereldrecord     | Chris Witty | Verenigde Staten | 1.13,83 |
| Olympisch record | Chris Witty | Verenigde Staten | 1.13,83 |

## Uitslag
| #      | Naam                    | Land | Tijd    | Verschil |
| ------ | ----------------------- | ---- | ------- | -------- |
| Goud   | Marianne Timmer         | NED  | 1.16,05 |          |
| Zilver | Cindy Klassen           | CAN  | 1.16,09 | + 0,04   |
| Brons  | Anni Friesinger         | GER  | 1.16,11 | + 0,06   |
| 4      | Ireen Wüst              | NED  | 1.16,39 | + 0,34   |
| 5      | Kristina Groves         | CAN  | 1.16,54 | + 0,49   |
| 6      | Barbara de Loor         | NED  | 1.16,73 | + 0,68   |
| 7      | Svetlana Zjoerova       | RUS  | 1.17,13 | + 1,08   |
| 8      | Katarzyna Wójcicka      | POL  | 1.17,28 | + 1,23   |
| 9      | Jekaterina Abramova     | RUS  | 1.17,33 | + 1,28   |
| 10     | Jennifer Rodriguez      | USA  | 1.17,47 | + 1,42   |
| 11     | Varvara Barysjeva       | RUS  | 1.17,52 | + 1,47   |
| 11     | Jekaterina Lobysjeva    | RUS  | 1.17,52 | + 1,47   |
| 13     | Chiara Simionato        | ITA  | 1.17,53 | + 1,48   |
| 14     | Christine Nesbitt       | CAN  | 1.17,54 | + 1,49   |
| 15     | Sayuri Yoshii           | JPN  | 1.17,58 | + 1,53   |
| 16     | Tomomi Okazaki          | JPN  | 1.17,63 | + 1,44   |
| 17     | Maki Tabata             | JPN  | 1.17,64 | + 1,45   |
| 17     | Aki Tonoike             | JPN  | 1.17,64 | + 1,45   |
| 19     | Lee Sang-hwa            | KOR  | 1.17,78 | + 1,57   |
| 20     | Wang Manli              | CHN  | 1.17,90 | + 1,69   |
| 21     | Sabine Völker           | GER  | 1.17,97 | + 1,76   |
| 22     | Judith Hesse            | GER  | 1.17,98 | + 1,77   |
| 23     | Annette Gerritsen       | NED  | 1.18,33 | + 2,28   |
| 24     | Shannon Rempel          | CAN  | 1.18,35 | + 2,30   |
| 25     | Amy Sannes              | USA  | 1.18,50 | + 2,45   |
| 26     | Lee Ju-youn             | KOR  | 1.18,66 | + 2,61   |
| 27     | Chris Witty             | USA  | 1.18,70 | + 2,65   |
| 28     | Kim Yu-Rin              | KOR  | 1.18,77 | + 2,72   |
| 29     | Wang Beixing            | CHN  | 1.19,03 | + 2,98   |
| 30     | Pamela Zoellner-Fischer | GER  | 1.19,30 | + 3,25   |
| 31     | Zhang Shuang            | CHN  | 1.19,91 | + 3,86   |
| 32     | Elli Ochowicz           | USA  | 1.19,94 | + 3,89   |
| 33     | Svetlana Radkevitsj     | BLR  | 1.20,11 | + 4,06   |
| 34     | Bo-Ra Lee               | KOR  | 1.21,19 | + 5,14   |
| 35     | Daniela Oltean          | ROU  | 1.21,70 | + 5,65   |
| DNF    | Ren Hui                 | CHN  | DNF     |          |

1932 (d.) · 
1960 · 
1964 · 
1968 · 
1972 · 
1976 · 
1980 · 
1984 · 
1988 · 
1992 · 
1994 · 
1998 · 
2002 · 
2006 · 
2010 · 
2014 · 
2018 ·
2022